# 두러스주

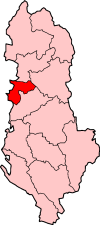
두러스 주의 위치

두러스주(알바니아어: Qarku i Durrësit)는 알바니아 서부에 위치한 주로 주도는 두러스이다. 면적은 827km2, 인구는 247,345명(2001년 기준)이다. 서쪽으로는 아드리아해와 접하고 있고 북쪽으로는 레저주, 동쪽으로는 디버르주, 남쪽으로는 티라나주와 접한다. 알바니아에서 면적이 가장 작은 주이며 2개 현(두러스현, 크루여현)을 관할한다.

## 인구
| 연도  | 인구    | ±%     |
| ----- | ------- | ------ |
| 1989  | 218,530 | —      |
| 2001  | 245,179 | +12.2% |
| 2011  | 262,785 | +7.2%  |
| 2023  | 226,863 | −13.7% |
| 출처: |         |        |

## 같이 보기
- 알바니아의 행정 구역